# Heterochelus centralis
Heterochelus centralis är en skalbaggsart som beskrevs av Schein 1959. Heterochelus centralis ingår i släktet Heterochelus och familjen Melolonthidae. Inga underarter finns listade i Catalogue of Life.